# Diocesi di Arezzo-Cortona-Sansepolcro

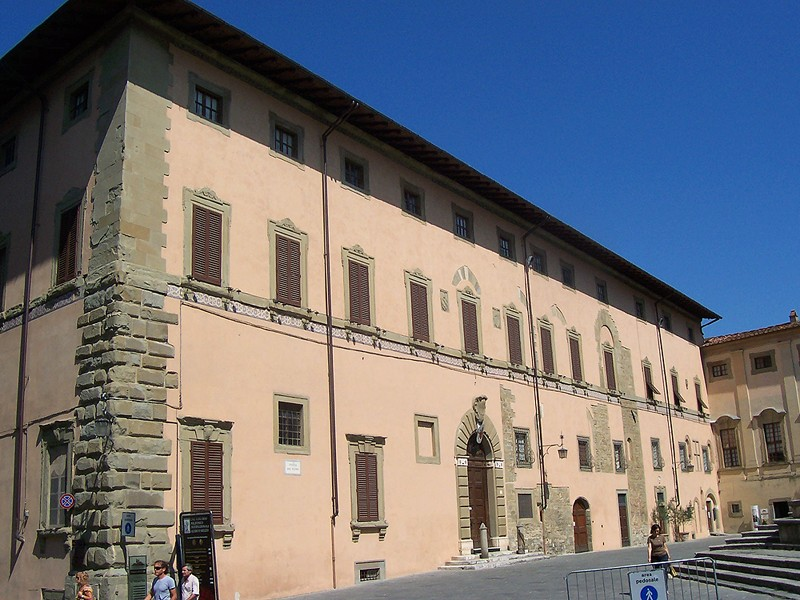
Il palazzo vescovile di Arezzo, che ospita al suo interno il museo diocesano d'arte sacra.

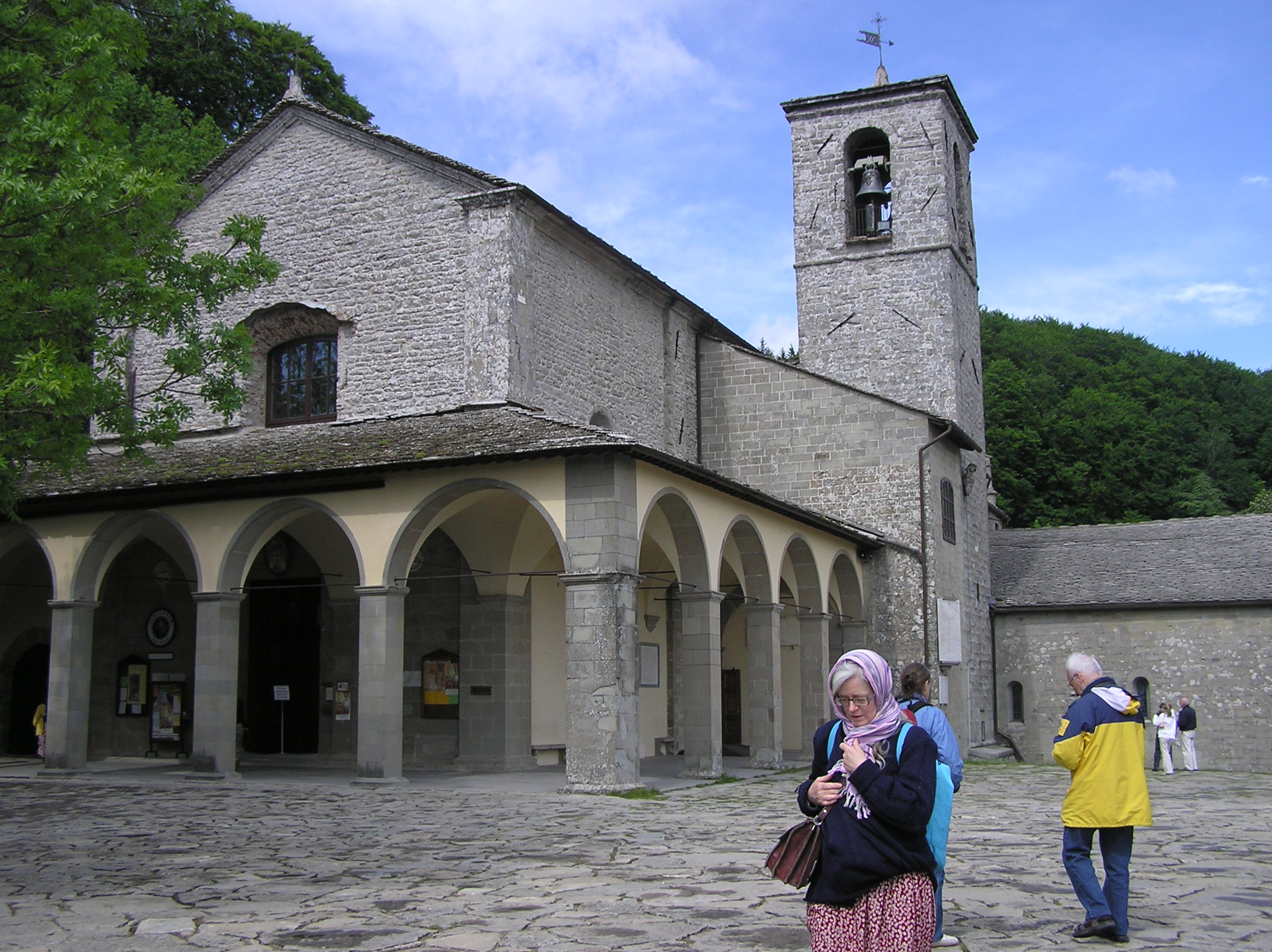
Il santuario della Verna.

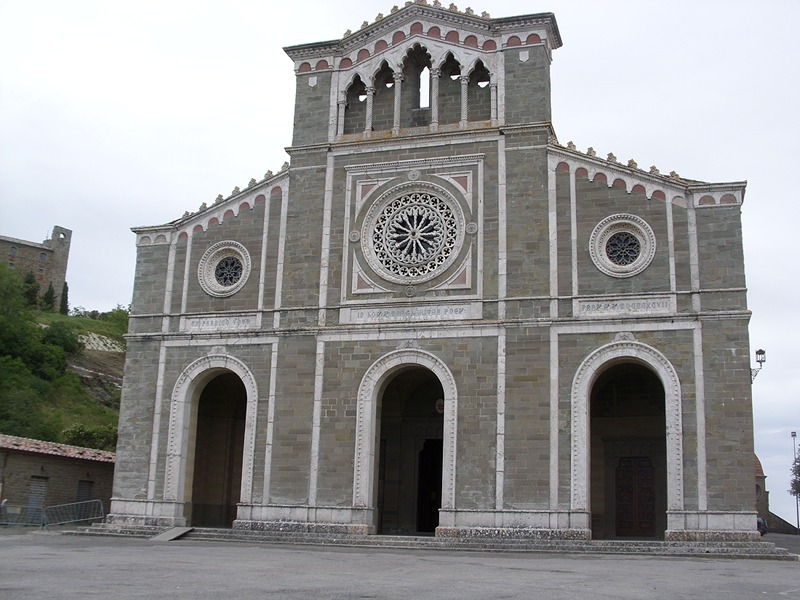
La basilica di Santa Margherita a Cortona.

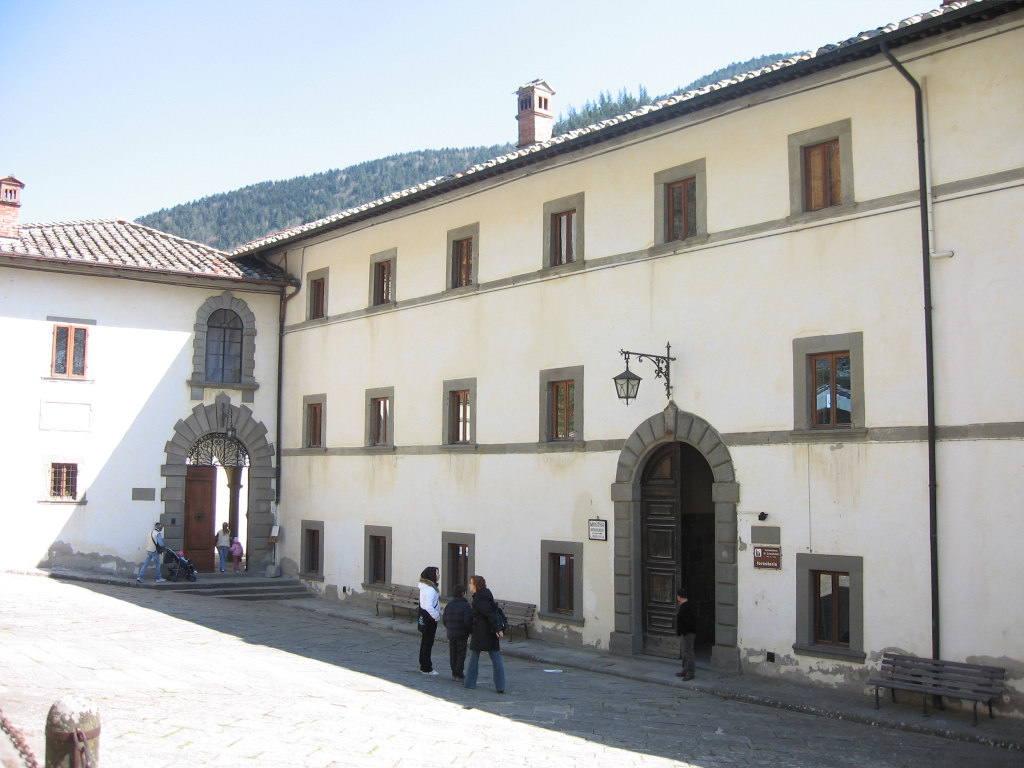
L'ingresso del monastero di Camaldoli.

La diocesi di Arezzo-Cortona-Sansepolcro (in latino Dioecesis Arretina-Cortonensis-Biturgensis seu Burgi Sancti Sepulchri) è una sede della Chiesa cattolica in Italia suffraganea dell'arcidiocesi di Firenze appartenente alla regione ecclesiastica Toscana. Nel 2023 contava 340 700 battezzati su 358 900 abitanti. È retta dal vescovo Andrea Migliavacca.
Sono patroni della diocesi San Giovanni Apostolo ed Evangelista, il secondo vescovo d'Arezzo San Donato, Santa Margherita da Cortona e la Madonna del Conforto.

## Territorio
La diocesi si estende su due province della Toscana ed è costituita per la maggior parte da comuni della provincia di Arezzo e, in misura minore, da comuni in provincia di Siena; un piccolo lembo del suo territorio si estende nelle Marche, in provincia di Pesaro e Urbino.
- In provincia di Arezzo, la diocesi comprende l'intero territorio dei comuni di Anghiari, Arezzo, Badia Tedalda, Bibbiena, Bucine, Capolona, Caprese Michelangelo, Castel Focognano, Castiglion Fibocchi, Castiglion Fiorentino, Chitignano, Chiusi della Verna, Civitella in Val di Chiana, Cortona, Foiano della Chiana, Laterina, Loro Ciuffenna, Lucignano, Marciano della Chiana, Monte San Savino, Monterchi,Ortignano Raggiolo, Pergine Valdarno, Pieve Santo Stefano, Sansepolcro, Sestino, Subbiano, Talla e Terranuova Bracciolini. Per altri comuni invece, solo parte del loro territorio appartiene alla diocesi di Arezzo-Cortona-Sansepolcro: si tratta di Montevarchi[1], Poppi[2] e San Giovanni Valdarno[3].
- In provincia di Siena, appartiene alla diocesi l'intero territorio comunale di Rapolano Terme, e in parte quelli di Gaiole in Chianti[4], Sinalunga[5] e Castelnuovo Berardenga[6].
- In provincia di Pesaro e Urbino: la parrocchia di Sestino estende il proprio territorio anche sull'abitato di Dese, frazione del comune di Borgo Pace in provincia di Pesaro e Urbino.

Sede vescovile è la città di Arezzo, dove si trova la cattedrale dei Santi Pietro e Donato. Sono concattedrali della diocesi la chiesa di Santa Maria Assunta nella città di Cortona e la basilica di San Giovanni Evangelista nella città di Sansepolcro, i cui nomi concorrono a formare l'unico titolo vescovile.
Nel territorio sorgono sei basiliche minori:
- Concattedrale di San Giovanni Evangelista in Sansepolcro;
- San Domenico in Arezzo;
- San Francesco in Arezzo;
- Santa Margherita in Cortona;
- Santa Maria Assunta alla Verna;
- Santa Maria del Sasso in Bibbiena.

Fanno parte della diocesi numerosi santuari, tra cui:
- il santuario della Verna
- l'eremo di Camaldoli
- il santuario delle Vertighe
- il santuario di Santa Maria del Sasso
- il santuario della Madonna delle Grazie in Sansepolcro
- il santuario della Madonna dei Lumi in Pieve Santo Stefano
- il santuario della Madonna delle Grazie in Fresciano (frazione di Badia Tedalda)
- il santuario della Madonna della Selva presso Caprese Michelangelo.

Il territorio, che si estende per 3425 km², è suddiviso in 247 parrocchie.

## Storia
L'odierna diocesi nasce nel 1986 dalla piena unione di tre antiche sedi episcopali: Arezzo, attestata dal IV secolo, Cortona, eretta nel 1325, e Sansepolcro, istituita nel 1515.

### Diocesi di Arezzo
Antichissima è la diocesi di Arezzo. La tradizione indica in san Romolo, discepolo di San Paolo e successivamente leggendario vescovo di Fiesole, il primo evangelizzatore di Arezzo.
Nell'archivio capitolare esiste una pergamena dell'XI secolo sul retro della quale vi è un catalogo di vescovi aretini dal IV secolo fino a Teodaldo nel 1036: si tratta di una serie ininterrotta di vescovi copiati dai dittici antichi, ossia dalle tavolette di legno che, fino al X secolo, servivano a ricordare nella liturgia il nome dei defunti per cui pregare.
Questo lungo elenco, dopo il XVI secolo, è stato manipolato con la modifica dell'ordine originario dei nomi, con l'interpolazione di nomi di vescovi inventati o con l'omissione di nomi di altri vescovi. Il catalogo così modificato, con l'aggiunta di datazioni più o meno fantasiose, è stato accettato dall'Ughelli nella sua Italia sacra, da Cappelletti nell'opera Le Chiese d'Italia dalla loro origine sino ai nostri giorni, e da Pius Bonifacius Gams nelle Series episcoporum Ecclesiae Catholicae. Agli inizi del Novecento lo studioso Ubaldo Pasqui ha pubblicato il catalogo originario, con testo critico, nei Documenti per la storia della città di Arezzo nel medioevo, restituendo in questo modo l'ordine esatto dei vescovi aretini.
Il primo vescovo del catalogo è san Satiro, che secondo la Passio Donati sarebbe morto durante il pontificato di papa Giulio I (337-352). Il successore, san Donato, è il patrono della città e della diocesi; è ricordato nel martirologio geronimiano alla data del 7 agosto e di lui parla Gregorio Magno nei suoi Dialoghi. Le fonti agiografiche attestano l'esistenza di san Gaudenzio, Decenzio e Lorenzo; questi ultimi due sono menzionati nella vita di san Florido, vescovo di Città di Castello sul finire del VI secolo, e assieme a san Donato, sono gli unici vescovi aretini, dei primi 6 secoli, recensiti da Pietri nella sua Prosopographie de l'Italie chrétienne.
I primi vescovi aretini attestati da fonti storiche e documentarie risalgono solo al VII secolo. Si tratta di Servando, documentato da un diploma datato al 650 circa; e Cipriano, che prese parte al sinodo romano del 680, indetto da papa Agatone contro l'eresia monotelita.
Il documento del 650 rappresenta la prima testimonianza della lunga vertenza, che si protrasse fino al XII secolo, tra i vescovi di Siena e di Arezzo, su una serie di chiese e di pievi, che i vescovi aretini avrebbero occupato all'inizio dell'invasione longobarda in concomitanza con una momentanea soppressione del vescovado senese. Un primo accordo fu raggiunto nel 714-715 all'epoca dei vescovi Adeodato di Siena e Luperziano di Arezzo, ma la questione fu ripresa, con alterne vicende, ancora nei secoli successivi.
Tra i vescovi del primo millennio si devono ricordare in particolare Pietro I, che istituì nell'840 il collegio canonicale presso la cattedrale; e Giovanni (872-900), scrittore ecclesiastico, fondatore del monastero vescovile delle sante Flora e Lucilla.
Tra X e XI secolo, la diocesi vide il fiorire di numerosi altri monasteri benedettini, tra cui Santa Maria a Badia Prataglia, Santa Trinità in Alpe, San Gennaro a Capolona, San Salvatore della Berardenga, San Salvatore in Silvamunda. Il più noto fu l'eremo di Camaldoli, fondato poco prima del 1027 da san Romualdo, su un terreno donato dal vescovo aretino Teodaldo; nei pressi dell'eremo sorse qualche anno dopo il monastero di Camaldoli, che fu a capo di una importante congregazione benedettina, diffusa in tutta l'Italia centrale.
Il potere comitale e politico dei vescovi aretini sulla città di Arezzo e il suo territorio, iniziato con i benefici e le immunità concesse a partire dall'epoca carolingia, ebbe termine nel corso del XII secolo per l'affermarsi del potere e dell'autonomia comunale; l'ultimo vescovo a sottoscriversi come episcopus et comes di Arezzo fu Girolamo nel 1164, benché il titolo di comes fosse già in disuso dal 1130.
A partire dall'epoca longobarda, la cattedrale diocesana si trovava fuori dalle mura cittadine, sul colle del Pionta, nei pressi della tomba del patrono san Donato. Questo luogo divenne il centro ecclesiastico e culturale di Arezzo, ulteriormente arricchito da altri edifici ecclesiastici e fortificato all'epoca dei vescovi Adalberto e Teodaldo nella prima metà dell'XI secolo. Nel 1203, il vescovo Amedeo trasferì la cattedrale entro le mura cittadine; dapprima la cattedra vescovile fu posta nella chiesa benedettina di San Pietro Maggiore, e poi, a partire dal 1278, fu iniziata la costruzione della nuova cattedrale con il vescovo Guglielmino degli Ubertini, portata a termine nel 1511. Nella cattedrale di Arezzo, oltre a san Donato, è sepolto papa Gregorio X; nello stesso edificio sacro si tenne il conclave che elesse nel 1276 il suo successore, Innocenzo V. Fu il primo conclave in cui i cardinali si riunirono in clausura per eleggere il papa, come stabilito dalla Ubi Periculum del 1274. Il borgo ecclesiastico della Pionta fu raso al suolo nel XVI secolo.
La plurisecolare lotta fra l'arcidiocesi di Siena e la sede aretina per la giurisdizione su diciannove pievi, in territorio senese ma sotto l'autorità ecclesiastica dei vescovi di Arezzo, si concluse nel XII secolo, quando papa Onorio II dette ragione ad Arezzo, a cui quelle pievi appartenevano a tempore Romanorum.
L'ampia diocesi aretina, che fin dall'inizio fu immediatamente soggetta alla Santa Sede, subì diversi smembramenti a partire dal XIV secolo per l'erezione di altre diocesi toscane: Cortona nel 1325, Pienza e Montalcino nel 1462, Sansepolcro nel 1515, Montepulciano nel 1561 e l'Abbazia territoriale di Monte Oliveto Maggiore nel 1765.
Nel periodo post tridentino si distinsero in particolare i vescovi Stefano Bonucci (1574-1589), già superiore generale dei Serviti, che tuttavia fu più un dotto che un uomo di governo; Pietro Usimbardi (1589-1612), che impose una disciplina ecclesiastica più rigorosa e l'obbligo dell'insegnamento della dottrina cristiana; e Tommaso Salviati (1638-1671), che, sulla scia del milanese Carlo Borromeo, introdusse le riforme conciliari in diocesi e fondò nel 1641 il seminario vescovile, che riuscì a mantenere imponendo la tassazione dei benefici parrocchiali.
Durante l'episcopato del cardinale Giovanni Antonio Guadagni (XVIII secolo), papa Clemente XII concesse in perpetuo ai vescovi di Arezzo le insegne arcivescovili, il pallio e la croce astile. L'ultimo vescovo ad usufruire delle insegne arcivescovili del pallio e della croce astile fu Giovanni Telesforo Cioli; nel 1986 il privilegio fu revocato. I vescovi di Arezzo si fregiavano anche dei titoli di Principe del Sacro Romano Impero in Toscana e di Conte di Cesa.
Nel febbraio 1796, Arezzo fu sconvolta da uno sciame sismico di oltre trenta scosse di terremoto; il 15 febbraio i movimenti tellurici cessarono, e questo fatto fu attribuito, in ambiente ecclesiale, al miracolo della Madonna del Conforto, un'immagine sacra oggi custodita nella cattedrale di Arezzo. Nello stesso 1796, cominciò la campagna militare di invasione dell'Italia da parte delle truppe napoleoniche. Anche Arezzo fu conquistata, ma nel 1799 fu il centro del movimento del Viva Maria, ispirato proprio all'immagine della Madonna del Conforto, una delle insorgenze antinapoleoniche avvenute in quegli anni nella penisola. La devozione verso la Madonna del Conforto «divenne in breve una delle espressioni devozionali più intense della religiosità civica».
A partire dall'Ottocento la storia della diocesi è segnata da una serie di episcopati abbastanza lunghi; si contano infatti solo 8 vescovi dal 1802 al 1983, tra cui il vescovo Emanuele Mignone, che occupò la cattedra aretina per 42 anni dal 1919 al 1961. Ma anche, nel corso del XIX secolo, da periodi di sede vacante, in particolare quello fra il 1860 e il 1867, nel periodo iniziale dell'unità d'Italia quando le autorità governative impedivano il libero insediamento della gerarchia ecclesiastica.

### Diocesi di Cortona

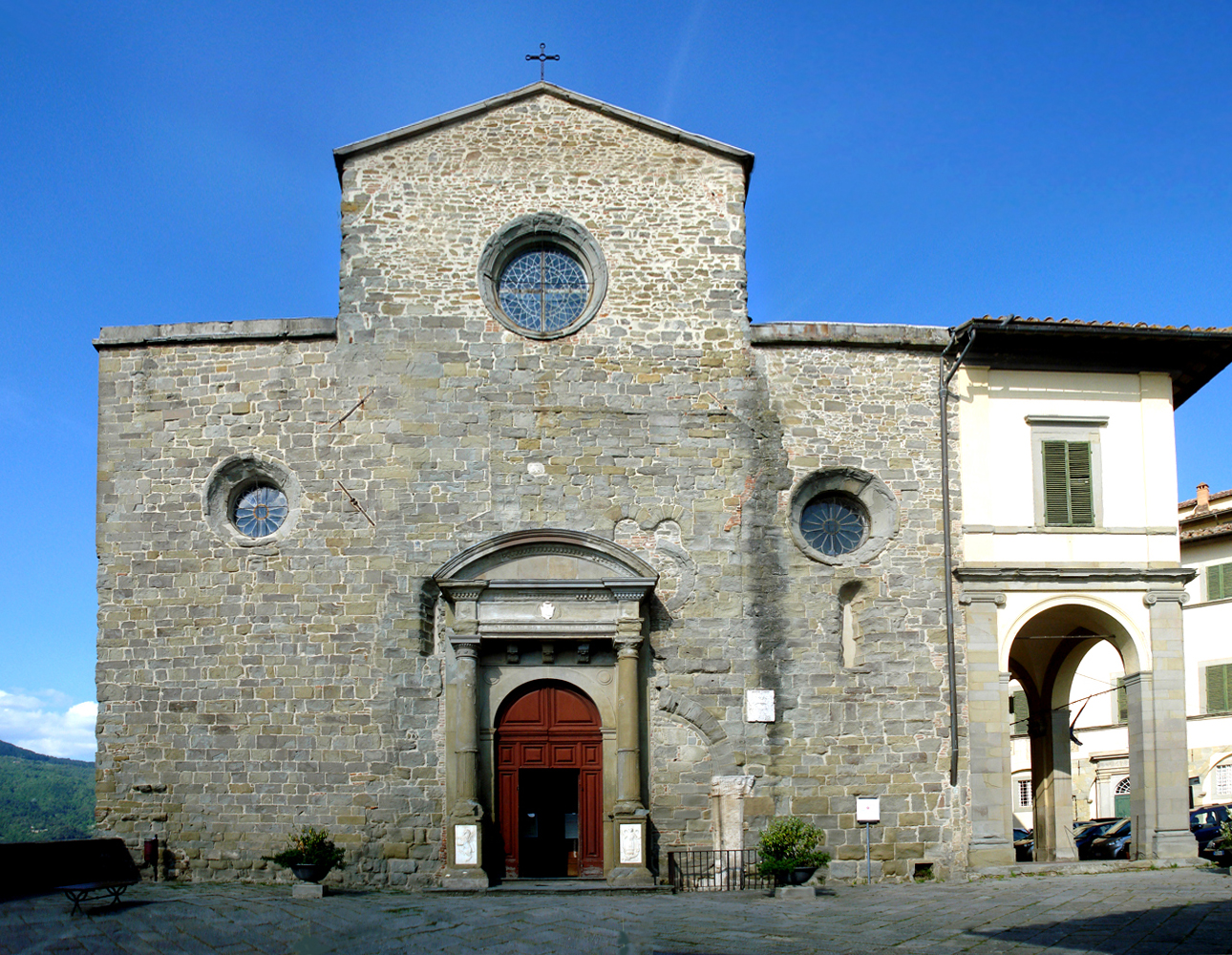
La concattedrale di Cortona.

Cortona, anticamente parte della diocesi di Arezzo, fu elevata a diocesi il 19 giugno 1325 da papa Giovanni XXII con la bolla Vigilis speculatoris, come ricompensa alla fedeltà dei cortonesi, guelfi, mentre ad Arezzo, città ghibellina, si scomunicava e si deponeva il vescovo Guido di Pietramala. La diocesi fu posta sotto l'immediata soggezione della Santa Sede.
La diocesi era molto piccola e comprendeva la maggior parte del comitatus cortonese. Il territorio era costituito da 10 pievi, sei delle quali ricavate dalla diocesi di Arezzo (Cortona, Sant'Eusebio, Montanare, Bacialla [Terontola], Creti e Poggioni), due dalla diocesi di Chiusi (Poppello e Cignano) e due dalla diocesi di Città di Castello (Falzano e Rubbiano); il tutto per un totale di 81 tra parrocchie, monasteri e altri luoghi di culto. Primitiva cattedrale della diocesi fu la chiesa extraurbana di San Vincenzo, già chiesa priorale dei benedettini di Arezzo; il 9 giugno 1507, con bolla di papa Giulio II, la sede fu trasferita nell'attuale duomo.
Il primo vescovo fu Raniero Ubertini, prevosto della cattedrale di Arezzo e fratello di Boso vescovo aretino, che nel 1331 scampò ad una congiura ordita contro di lui. A partire dalla metà del XV secolo i vescovi cortonesi provenivano quasi esclusivamente dal capitolo della cattedrale fiorentina ed appartenevano a nobili famiglie di Firenze. Tra questi si ricordano Cristoforo Bordini (1477-1502), Giovanni Sernini de Cucciati (1516- 1521) e il cardinale Silvio Passerini (1521-1529), che risiedettero solo saltuariamente a Cortona, impegnati nella curia o nella diplomazia pontificia. Nel 1515, Cortona ricevette la visita di papa Leone X, ospite di Silvio Passerini, suo amico, e in seguito fatto vescovo cortonese.
Altri noti vescovi di Cortona furono Matteo Concini (1560-1562) e Gerolamo Gaddi (1562-1572), che presero parte al concilio di Trento; Francesco Perignani, a cui si deve l'istituzione del seminario diocesano nel 1573, uno dei primi in Italia, anche se entrò pienamente in funzione solo un secolo dopo, con la costruzione di un nuovo edificio, l'odierno palazzo Vagnotti, inaugurato nel 1696.
Nel 1728, durante l'episcopato di Luigi Gherardi, la città e la diocesi festeggiarono solennemente la canonizzazione di santa Margherita, la principale e più importante santa locale, vissuta nel XIII secolo. In occasione del VI centenario della morte della santa, nel 1897, venne ampliata e completata in stile neogotico la basilica di Santa Margherita.
L'ultimo vescovo residente è stato Giuseppe Franciolini, il cui episcopato fu il più lungo della storia della diocesi, quasi 46 anni, dal marzo 1932 a febbraio 1978.
Nel 1984 la diocesi acquisì la parrocchia di Sant'Andrea di Sorbello, nel comune di Cortona, dalla diocesi di Città di Castello.
Al momento dell'unione con Arezzo e Sansepolcro, la diocesi di Cortona comprendeva 31 parrocchie, di cui 4 nella città episcopale, le restanti nelle frazioni di Bocena, Calcinaio, Camucia, Cantalena, Cegliolo, Centoia, Chianacce, Creti, Farneta, Fratta, Mercatale, Monsigliolo, Montanare, Montecchio, Ossaia, Pergo, Pietraia, Poggioni, Riccio, San Lorenzo Rinfrena, Sant'Angelo, San Marco in Villa, Santa Maria Nuova, Terontola, Teverina e Torreone.

### Diocesi di Sansepolcro

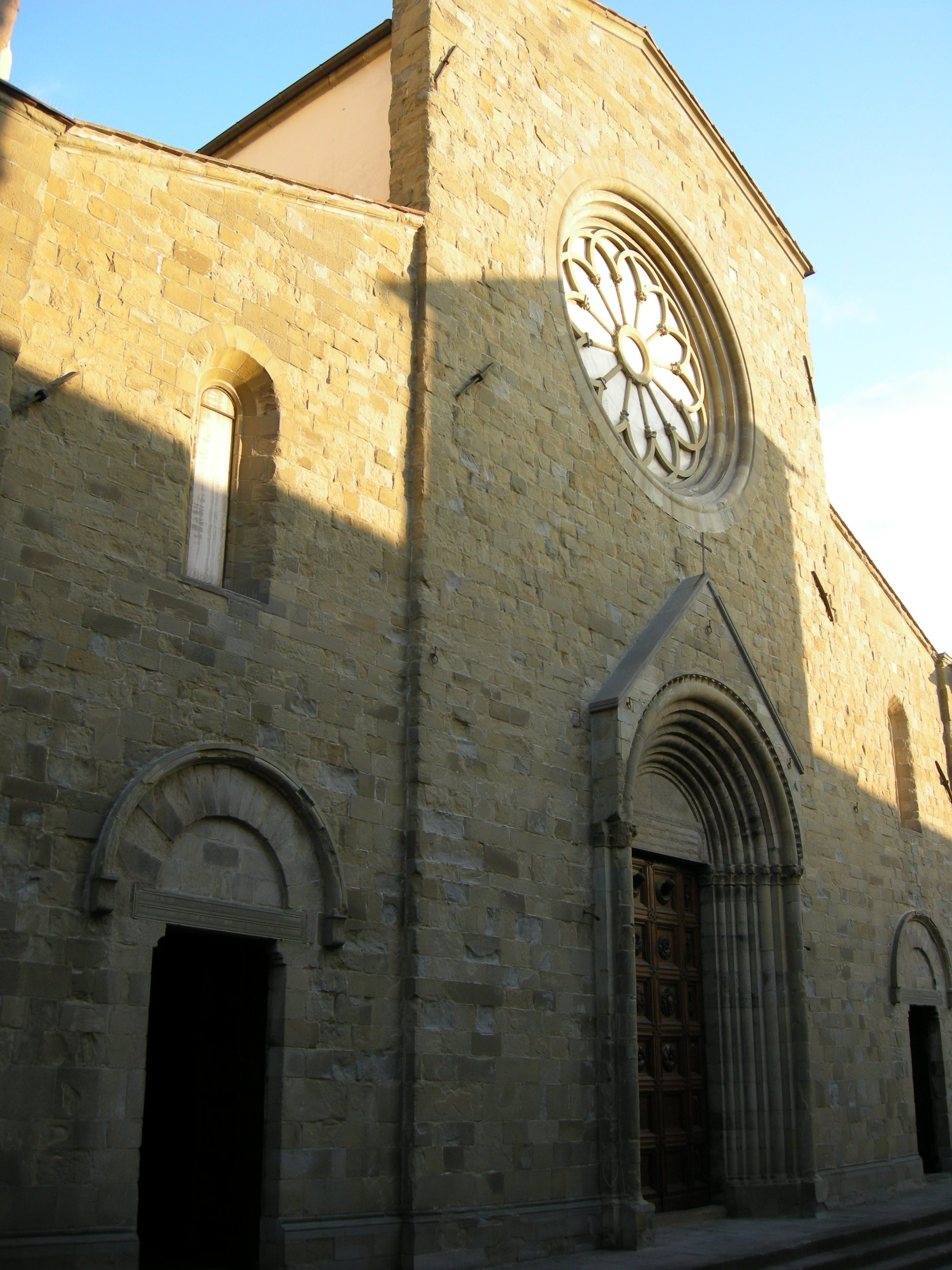
La basilica concattedrale di Sansepolcro.

La città di Sansepolcro crebbe nel territorio della diocesi di Città di Castello attorno ad un oratorio, contenente una reliquia della Terrasanta, attribuito ai pellegrini del X secolo; successivamente i monaci camaldolesi costruirono un monastero, il cui abate, almeno fin dal 1013, con diplomi confermati dagli imperatori e dai papi, aveva giurisdizione temporale sui territori di proprietà abbaziale ed inoltre era esente dalla giurisdizione ecclesiastica del vescovo di Città di Castello (abbazia nullius dioecesis).
Nel XIV secolo gli aretini si impadronirono della città ed il vescovo Guido di Pietramala la fortificò facendone una roccaforte ghibellina; nell'ambito civile-temporale i vescovi aretini entrarono in conflitto con gli abati camaldolesi, che rivendicavano gli antichi diritti temporali sulla città di Borgo San Sepolcro. Ancora nel 1402 papa Bonifacio IX ribadì l'esenzione del monastero camaldolese dalla giurisdizione episcopale ed insieme ribadì una serie di privilegi nell'ambito civile.
Per porre fine definitivamente ai contrasti, il toscano papa Leone X eresse Sansepolcro in sede vescovile con la bolla Praeexcellenti praeeminentia del 22 settembre 1515. Alla nuova diocesi furono assegnati i pingui territori dell'abbazia nullius dei camaldolesi di Sansepolcro e quelli di un'altra abbazia camaldolese, contestualmente soppressa, di Santa Maria in Bagno: entrambi questi territori erano compresi all'interno del territorio della diocesi di Città di Castello. Inoltre le furono assegnate 34 parrocchie dalla diocesi di Arezzo.
L'esecuzione della bolla pontificia fu ritardata di cinque anni ed il primo vescovo fu nominato il 17 settembre 1520. Si trattava di Galeotto Graziani, già abate camaldolese del monastero cittadino, che divenne la nuova sede vescovile, mentre la chiesa abbaziale, dedicata a San Giovanni evangelista, fu eretta in cattedrale diocesana. La diocesi era suffraganea dell'arcidiocesi di Firenze.
Tra i vescovi più famosi si ricordano Niccolò Tornabuoni, Dionisio Bussotti, Giovanni Lorenzo Tilli (che istituì il seminario nel 1711), Roberto Costaguti, Pompeo Ghezzi, Domenico Bornigia e Abele Conigli.
Nel XVIII secolo la diocesi si ingrandì con l'incorporazione dell'arcipretura nullius di San Pancrazio di Sestino (1788) e dell'abbazia nullius di Sant'Ellero di Galeata (1784), per un totale di 46 nuove parrocchie, tre delle quali erano nel territorio della diocesi di Montefeltro.
Il 7 ottobre 1975 cedette le parrocchie della valle del Bidente alla diocesi di Forlì e quelle della valle del Savio alla diocesi di Cesena.

### Diocesi di Arezzo-Cortona-Sansepolcro
Il 7 ottobre 1975 Telesforo Giovanni Cioli, già vescovo di Arezzo, fu nominato anche vescovo di Sansepolcro. Lo stesso Cioli, il 15 febbraio 1978, fu nominato anche vescovo di Cortona: in questo modo le tre sedi si trovarono unite in persona episcopi.
Il 30 settembre 1986, in forza del decreto Instantibus votis della Congregazione per i vescovi, fu stabilita la plena unione delle tre diocesi; la nuova circoscrizione ecclesiastica assunse il nome di diocesi di Arezzo-Cortona-Sansepolcro e divenne suffraganea dell'arcidiocesi di Firenze.
Il vescovo Giovanni D'Ascenzi gestì questa delicata fase istituzionale, provvedendo anche alla ridefinizione del numero e del territorio delle parrocchie, dei vicariati e delle zone pastorali.
La diocesi è stata visitata dai papi Giovanni Paolo II nel 1993 (Arezzo, Cortona, Camaldoli e La Verna) e Benedetto XVI nel 2012 (Arezzo e Sansepolcro).
Il 15 luglio 2017 ha ceduto all'arcidiocesi di Perugia-Città della Pieve la parte della parrocchia di Terontola che si trovava nel comune di Tuoro sul Trasimeno.
Attualmente il territorio diocesano, che per superficie si colloca al 10º posto nell'elenco delle diocesi italiane, è caratterizzato da un'ampia eterogeneità geografica e socio-culturale. Il primo trentennio di vita della nuova diocesi è stato connotato da una drastica riduzione del numero dei sacerdoti diocesani, conseguenza di una diminuzione di vocazioni che ha assunto toni più evidenti che altrove, e dalla chiusura di numerose case religiose, sia maschili che femminili. Ciò ha chiesto un profondo ripensamento dell'attività pastorale e delle strutture pastorali.

## Istituzioni culturali diocesane

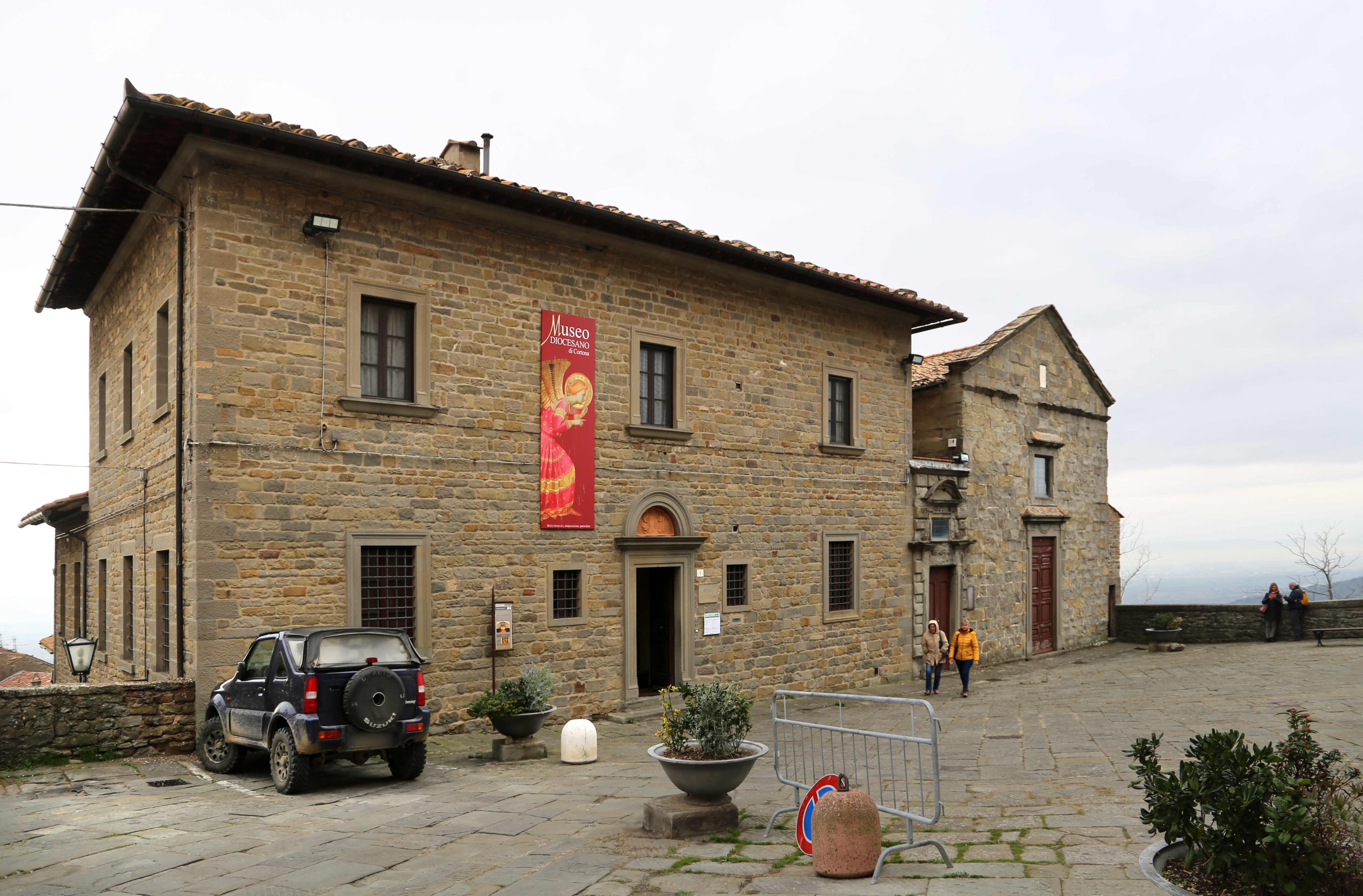
L'ex chiesa del Gesù di Cortona, che ospita, assieme all'edificio di recente costruzione che lo affianca, il museo diocesano di Cortona, inaugurato nel 1945.

Tra le principali istituzioni culturali diocesane si devono ricordare in particolare i due musei diocesani, le tre biblioteche vescovili e i tre archivi storici diocesani.
La diocesi annovera due musei diocesani. Il museo d'arte sacra di Arezzo (Mudas Museum), collocato all'interno del palazzo vescovile aretino, venne istituito nel 1963, ma aperto regolarmente al pubblico solo nel 1985; il museo espone opere d'arte e suppellettile liturgica, databili dal XII al XIX secolo, proveniente dal duomo e dalle chiese del territorio diocesano, significative per la storia e la conoscenza della cultura religiosa ed artistica aretina. Il museo di Cortona nasce nel 1945 ed è ospitato nell'ex chiesa del Gesù e nell'adiacente edificio appositamente costruito; «raccoglie al suo interno le grandiose opere d'arte di Beato Angelico, Bartolomeo della Gatta, Lorenzetti, Luca Signorelli, Giuseppe Maria Crespi e Gino Severini, insieme ad arredi liturgici, reliquiari e paramenti sacri di notevole valore storico ed artistico; ricordiamo particolarmente l'Annunciazione del Beato Angelico, il Compianto sul Cristo morto del Signorelli, l'Estasi di Santa Margherita del Crespi, i cartoni della Via Crucis di Gino Severini.»
Gli ex seminari diocesani ospitano inoltre le tre biblioteche di proprietà della diocesi. La biblioteca del seminario di Arezzo è costituita da circa 13.000 volumi compresi i manoscritti, i codici miniati, gli incunaboli e le cinque centine. La biblioteca di Cortona, la cui nuova sistemazione è stata inaugurata nel 2009, è costituita da circa 15.000 volumi, tra cui 10 incunaboli e 505 edizioni del XVI secolo, nonché un centinaio di manoscritti di interesse locale. La biblioteca di Sansepolcro è costituita da un patrimonio librario di circa 30.000 volumi, di cui circa 150 cinquecentine, 240 edizioni del XVII secolo e 1.500 edizioni del XVIII secolo. Altre due importanti e storiche biblioteche si trovano nei monasteri di Camaldoli e della Verna.
Infine la diocesi è dotata degli archivi storici delle tre antiche diocesi, costituiti non solo dal materiale documentario delle rispettive curie, ma anche quelli dei rispettivi capitoli delle cattedrali e dei seminari. L'Archivio storico diocesano di Sansepolcro, dichiarato di interesse storico particolarmente importante dalla Soprintendenza Archivistica e Bibliografica della Toscana il 16 ottobre 2019, conserva anche la documentazione delle antiche giurisdizioni ecclesiastiche di Bagno di Romagna, Galeata e Sestino.

## Cronotassi dei vescovi
Si omettono i periodi di sede vacante non superiori ai 2 anni o non storicamente accertati.

### Vescovi di Arezzo

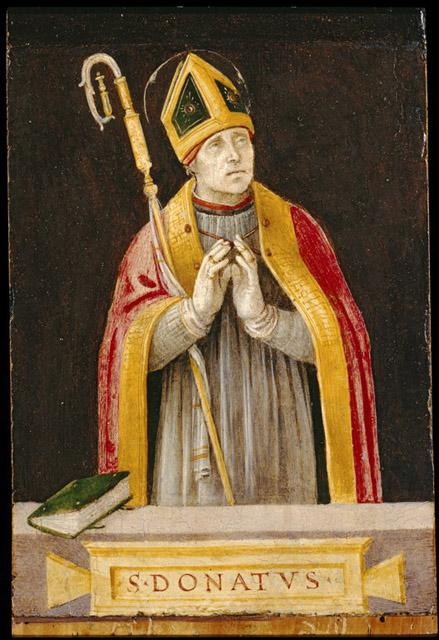
San Donato, patrono della città e della diocesi di Arezzo, in un dipinto di Filippino Lippi.

Il più antico catalogo dei vescovi di Arezzo si trova sul retro di una pergamena dell'XI secolo dell'archivio capitolare, e riporta una serie di 41 vescovi da Satiro fino a Teodaldo, nella prima metà dell'XI secolo. Diversi autori, tra cui Ughelli, Cappelletti e Gams, hanno successivamente manipolato il catalogo, o modificando l'ordine dei vescovi, o inserendone altri, ed aggiungendovi annotazioni cronologiche, anche per quei vescovi non documentati da alcuna fonte coeva. La presente cronotassi si attiene al catalogo originario, come indicato da Pasqui, Lanzoni e Hofmeister; si omettono i riferimenti cronologici per quei vescovi noti solo per la loro presenza nel catalogo stesso.
- San Satiro † (? - circa 337/352 deceduto)[21]
- San Donato † (circa 337/352 - 7 agosto 361/363 deceduto)[22]
- San Gelasio †
- San Domiziano †
- San Severino †
- San Fiorenzo †
- Massimiano †
- Eusebio †
- San Gaudenzio †[23]
- Decenzio †[24]
- Lorenzo † (fine VI secolo ?)[25]
- Gallio †[26]
- Benedetto †
- Olibrio †
- Vindiciano †
- Cassiano †
- Dativo †
- Dulcizio †
- Innocenzo †[27]
- Maiuriano †
- Servando † (menzionato nel 650 circa)[7]
- Cipriano † (menzionato nel 680)[28]
- Bonomo †
- Vitaliano †[29]
- Alipario †
- Luperziano † (prima del 714 - dopo il 715)[30]
- Deodato †
- Aliseo †
- Stabile † (menzionato nel 752)[31]
- Cunimondo †[32]
- Ariberto † (prima del 783 - dopo l'801)[33]
- Lamberto † (prima dell'819 circa - dopo l'828)[34]
- Pietro I † (prima dell'833 - dopo l'843)[35]
- Pietro II † (prima dell'850 - dopo l'865)[36]
- Giovanni † (prima dell'872 - circa maggio/ottobre 900 deceduto)[37]
- Pietro III † (prima del 12 ottobre 900 - dopo il 916)[38]
- Teodizio † (menzionato nel 922)[39]
- Ugo ? † (menzionato nel 952)[40]
- Everardo † (prima del 963 - dopo il 979)[41]
- Elemperto † (circa 986/987 - dopo marzo 1010)[41]
- Guglielmo † (prima di gennaio 1011 - dopo giugno 1013)[42]
- Adalberto (o Alberto) † (prima di marzo 1015 - dopo maggio 1021)[41]
- Teodaldo † (circa 1022/1023 - dopo il 1033)[43]
- Immone (o Irmenfredo) † (circa estate 1036 - dopo ottobre 1048)[41]
- Arnaldo † (circa 1051/1052[44] - dopo aprile 1060 deceduto)[41]
- Costantino † (circa ottobre 1061 - dopo maggio 1095 deceduto)[45]
- Sigifredo † (menzionato come episcopus electus ad agosto 1099)[41]
- Gregorio I (o Gualterio) † (circa 1104/1105 - dopo giugno 1114 deposto[46])[41]
- Guido Boccatorta † (prima di aprile 1115 - dopo febbraio 1128 deceduto)[41]
- Buiano † (prima di ottobre 1129 - 30 maggio 1135[47] deposto)[48]
- Mauro † (prima di aprile[48] 1136 - dopo ottobre 1140)[49]
- Girolamo † (novembre 1142 - dopo agosto 1173 deceduto)[50]
- Eliotto † (prima del 1177 - 4 o 5 dicembre 1186 deceduto)[51]
- Amedeo † (prima di marzo 1188[52] - 1203 deceduto)
- Gregorio II † (1203 - 12 giugno 1212 deceduto)
- Martino † (1213 - 1236 deceduto)
- Marcellino Albergotti Beltrami † (16 agosto 1236 - 21 febbraio 1248 deceduto)[53]
- Guglielmino degli Ubertini † (ottobre 1248 - 11 giugno 1289 deceduto)
- Ildebrandino Guidi † (26 settembre 1289 - 1312 deceduto)
- Guido di Pietramala † (7 luglio 1312 - 1325 deposto)
- Boso degli Ubertini † (20 luglio 1325 - 1365 deceduto)
- Jacopo Muti † (17 dicembre 1365 - 18 luglio 1371 nominato vescovo di Spoleto)
- Giovanni Albergotti I † (18 luglio 1371 - 1375 deceduto)
- Giovanni Albergotti II † (15 ottobre 1375 - 1390)
- Antonio Arcioni † (10 ottobre 1390 - 1391 dimesso)
- Angelo Ricasoli † (5 agosto 1391 - novembre 1403 deceduto)
- Pietro Ricci † (29 novembre 1403 - 9 ottobre 1411 nominato arcivescovo di Pisa)
- Cappone Capponi † (9 ottobre 1411 - 1413 deceduto)
- Francesco da Montepulciano † (22 dicembre 1413 - 1433 deceduto)
- Roberto degli Asini, O.S.A. † (8 novembre 1434 - 1456 deceduto)[54]
- Filippo de' Medici † (10 gennaio 1457 - 14 gennaio 1461 nominato arcivescovo di Pisa)
- Lorenzo Acciaiuoli † (15 gennaio 1461 - 1473 deceduto)
- Gentile de' Becchi † (20 ottobre 1473 - 1497 deceduto)
- Cosimo de' Pazzi † (17 aprile 1497 - 5 luglio 1508 nominato arcivescovo di Firenze)
  - Raffaele Riario † (7 luglio 1508 - 5 novembre 1511 dimesso) (amministratore apostolico)
- Gerolamo Sansoni[55] † (5 novembre 1511 - 19 novembre 1519 nominato vescovo di Lodi)
- Ottaviano Maria Sforza † (19 novembre 1519 - 1525 dimesso)
- Francesco Minerbetti † (6 marzo 1525 - 1537 dimesso)
- Bernardetto Minerbetti † (6 febbraio 1538 - 16 settembre 1574 deceduto)
- Stefano Bonucci, O.S.M. † (1º ottobre 1574 - 2 gennaio 1589 deceduto)
- Pietro Usimbardi † (9 gennaio 1589 - 28 maggio 1612 deceduto)
- Antonio de' Ricci † (27 giugno 1612 - dicembre 1637 deceduto)
- Tommaso Salviati † (1º marzo 1638 - 15 ottobre 1671 deceduto)
- Nereo Neri Corsini † (8 febbraio 1672 - 7 marzo 1677 dimesso)
- Alessandro Strozzi † (8 marzo 1677 - 19 ottobre 1682 deceduto)
- Giuseppe Ottavio Attavanti † (24 maggio 1683 - 9 gennaio 1691 deceduto)
- Giovan Matteo Marchetti † (19 dicembre 1691 - settembre 1704 deceduto)
- Benedetto Falconcini † (15 dicembre 1704 - 6 marzo 1724 deceduto)
- Giovanni Antonio Guadagni, O.C.D. † (20 dicembre 1724 - 4 novembre 1732 dimesso)
- Francesco Guidi † (19 gennaio 1733 - 15 febbraio 1734 nominato arcivescovo di Pisa)
- Carlo Filippo Incontri † (5 maggio 1734 - 26 luglio 1753 deceduto)
- Jacopo Gaetano Inghirami † (17 marzo 1755 - 20 maggio 1772 deceduto)
- Angiolo Franceschi † (13 novembre 1775 - 28 settembre 1778 nominato arcivescovo di Pisa)
- Niccolò Marcacci † (14 dicembre 1778 - 1º gennaio 1799 deceduto)
  - Sede vacante (1799-1802)
- Agostino Albergotti † (20 settembre 1802 - 6 maggio 1825 deceduto)
- Sebastiano Maggi † (9 aprile 1827 - 3 aprile 1839 deceduto)
  - Sede vacante (1839-1843)
- Attilio Fiascaini † (30 gennaio 1843 - 25 novembre 1860 deceduto)
  - Sede vacante (1860-1867)
- Giuseppe Giusti † (22 febbraio 1867 - 5 dicembre 1891 dimesso[56])
- Donnino Donnini † (14 dicembre 1891 - 18 ottobre 1904 deceduto)
- Giovanni Volpi † (14 novembre 1904 - 3 luglio 1919 dimesso[57])
- Emanuele Mignone † (18 dicembre 1919 - 23 dicembre 1961 deceduto)
- Giovanni Telesforo Cioli, O.Carm. † (23 dicembre 1961 succeduto - 11 aprile 1983 ritirato)
- Giovanni D'Ascenzi † (11 aprile 1983 - 30 settembre 1986 nominato vescovo di Arezzo-Cortona-Sansepolcro)

### Vescovi di Cortona
- Raniero Ubertini † (19 giugno 1325 - 12 settembre 1348 deceduto)
- Gregorio de Fasciani † (5 novembre 1348 - 9 febbraio 1364 deceduto)
- Benedetto Vallati, O.P. † (23 luglio 1364 - ?)
- Giuliano de Chinibaldi, O.P. † (menzionato nel 1382)
- Lorenzo Coppi † (11 febbraio 1388 - ?)
  - Ubaldino Bonamici † (23 gennaio 1391 - 8 marzo 1393 nominato arcivescovo di Torres) (vescovo eletto)
- Bartolomeo da Troia, O.F.M. † (13 gennaio 1393 - 1404 deceduto)
- Enoc de Cioncolari, O.E.S.A. † (17 novembre 1404 - ? deceduto)
- Matteo Testi, O.S.M. † (7 ottobre 1426 - 9 settembre 1439 deposto)
- Bartolomeo Lopacci Rimbertini, O.P. † (23 settembre 1439 - 27 giugno 1449 nominato vescovo di Corone)
- Matteo Testi, O.S.M. † (27 giugno 1449 - 1455 dimesso) (per la seconda volta)
- Mariano Salvini, O.S.M. † (31 gennaio 1455 - 1477 deceduto)
- Cristoforo Bordini † (12 febbraio 1477 - 13 novembre 1502 deceduto)
- Raniero Guicciardini † (28 novembre 1502 - 2 febbraio 1504 deceduto)
- Francesco Soderini † (6 marzo 1504 - 23 maggio 1505 dimesso)
- Guglielmo Capponi † (25 maggio 1505 - 1515 deceduto)
- Giovanni Sernino de Cucciati † (1516 - 1º ottobre 1521 deceduto)
- Silvio Passerini † (15 novembre 1521 - 20 aprile 1529 deceduto)
- Leonardo Buonafede, O.S.B. † (24 maggio 1529 - 1538 dimesso)
- Giovambattista Ricasoli † (25 ottobre 1538 - 14 febbraio 1560 nominato vescovo di Pistoia)
- Matteo Concini † (14 febbraio 1560 - 1562 dimesso)
- Gerolamo Gaddi † (16 dicembre 1562 - 1572 deceduto)
- Francesco Perignani † (3 marzo 1572 - 1577 deceduto)
- Costantino Piccioni, O.E.S.A. † (25 febbraio 1577 - 1585 deceduto)
- Giovanni Alberti † (15 luglio 1585 - 2 ottobre 1596 deceduto)
- Cosimo de Angelis † (24 gennaio 1597 - 1603 deceduto)
- Filippo Bardi † (19 dicembre 1603 - 1622 deceduto)
- Cosimo Minerbetti † (19 dicembre 1622 - giugno 1628 deceduto)
- Lorenzo della Robbia † (11 dicembre 1628 - 6 agosto 1634 nominato vescovo di Fiesole)
- Ludovico Serristori † (25 settembre 1634 - agosto 1656 deceduto)
- Filippo Galilei † (28 maggio 1657 - 1677 deceduto)
- Niccolò Oliva, O.E.S.A. † (22 novembre 1677 - 1684 deceduto)
- Pietro Ludovico Malaspina, C.R. † (2 ottobre 1684 - 11 maggio 1695 nominato vescovo di Massa Marittima)
- Giuseppe Cei, C.O. † (28 novembre 1695 - marzo 1704 deceduto)
- Sebastiano Zucchetti † (27 aprile 1705 - settembre 1714 deceduto)
- Pietro Giovanni Battista Puccini † (13 gennaio 1716 - circa 1726 deceduto)
- Luigi Gherardi † (9 dicembre 1726 - ottobre 1752 deceduto)
  - Sede vacante (1752-1755)
- Giuseppe Ippoliti † (12 maggio 1755 - 15 aprile 1776 nominato vescovo di Pistoia e Prato)
- Gregorio Alessandri † (20 maggio 1776 - 15 aprile 1802 deceduto)
- Filippo Ganucci † (20 settembre 1802 - 6 ottobre 1806 nominato vescovo di Livorno)
- Nicolò Laparelli † (23 marzo 1807 - 23 settembre 1821 deceduto)
  - Sede vacante (1821-1824)
- Girolamo Conversini † (12 luglio 1824 - 21 giugno 1826 deceduto)
  - Sede vacante (1826-1829)
- Ugolino Carlini † (27 luglio 1829 - 13 settembre 1847 deceduto)
- Giuseppe Antonio Borghi, O.F.M.Cap. † (5 novembre 1849 - 31 luglio 1851 deceduto)
  - Sede vacante (1851-1854)
- Feliciano Barbacci, O.F.M. † (30 novembre 1854 - 24 novembre 1869 deceduto)
  - Sede vacante (1869-1872)
- Giovanni Battista Laparelli Pitti † (23 febbraio 1872 - 22 gennaio 1896 deceduto)
- Guido Corbelli, O.F.M. † (22 giugno 1896 - 8 agosto 1901 dimesso[58])
- Michele Angelo Baldetti † (16 dicembre 1901 - 30 aprile 1923 deceduto)
- Riccardo Carlesi † (23 maggio 1923 - 9 gennaio 1932 deceduto)
- Giuseppe Franciolini † (2 marzo 1932 - 15 febbraio 1978 ritirato)
- Telesforo Giovanni Cioli, O.Carm. † (15 febbraio 1978 - 11 aprile 1983 ritirato)
- Giovanni D'Ascenzi † (11 aprile 1983 - 30 settembre 1986 nominato vescovo di Arezzo-Cortona-Sansepolcro)

### Vescovi di Arezzo-Cortona-Sansepolcro
- Giovanni D'Ascenzi † (30 settembre 1986 - 8 giugno 1996 ritirato)
- Flavio Roberto Carraro, O.F.M.Cap. † (8 giugno 1996 - 25 luglio 1998 nominato vescovo di Verona)
- Gualtiero Bassetti (21 novembre 1998 - 16 luglio 2009 nominato arcivescovo di Perugia-Città della Pieve)
- Riccardo Fontana (16 luglio 2009 - 15 settembre 2022 ritirato)
- Andrea Migliavacca, dal 15 settembre 2022

## Istituti religiosi presenti in diocesi
Nel 2018 contavano case in diocesi i seguenti istituti religiosi:
Comunità maschili
- Carmelitani scalzi
- Congregazione camaldolese
- Frati predicatori
- Frati minori
- Frati minori cappuccini
- Frati minori conventuali
- Legionari di Cristo
- Congregazione della Passione di Gesù Cristo
- Pia società di San Gaetano
- Società salesiana di San Giovanni Bosco
- Società di Maria
- Società delle divine vocazioni

Comunità femminili
- Ancelle riparatrici del Sacro Cuore di Gesù
- Benedettine
- Benedettine camaldolesi
- Carmelitane scalze
- Cistercensi
- Clarisse
- Congregazione delle orsoline francescane
- Domenicane
- Figlie del Crocifisso
- Figlie della carità di San Vincenzo de' Paoli
- Figlie di Nostra Signora del Sacro Cuore
- Figlie di San Francesco d'Assisi
- Figlie di San Francesco di Sales
- Figlie di Santa Maria di Leuca

- Maestre pie Venerini
- Mantellate serve di Maria
- Minime suore del Sacro Cuore
- Pia società figlie di San Paolo
- Piccole ancelle del Sacro Cuore
- Pie discepole del Divin Maestro
- Povere figlie delle Sacre Stimmate di San Francesco d'Assisi
- Salesiane oblate del Sacro Cuore di Gesù
- Suore serve di Maria riparatrici
- Sorelle dei poveri di Santa Caterina da Siena
- Sorelle minori francescane
- Suore agostiniane della Santissima Annunziata
- Suore clarisse francescane missionarie del Santissimo Sacramento
- Suore del Sacro Cuore di Gesù, di Fiume
- Suore di carità di Nostra Signora del Buono e Perpetuo Soccorso
- Suore di Maria Santissima Consolatrice
- Suore di Nostra Signora del Ritiro al Cenacolo
- Suore di Santa Marta
- Suore domenicane della Congregazione romana di San Domenico
- Suore francescane ancelle di Maria
- Suore francescane figlie della misericordia
- Suore francescane figlie di Santa Elisabetta
- Suore francescane missionarie di Gesù Bambino
- Suore francescane regolari di Ognissanti
- Suore missionarie francescane del Verbo Incarnato
- Suore passioniste di San Paolo della Croce
- Suore riparatrici del Sacro Cuore

## Statistiche
La diocesi nel 2023 su una popolazione di 358 900 persone contava 340 700 battezzati, corrispondenti al 94,9% del totale.
| anno                                  | popolazione | popolazione | popolazione | presbiteri | presbiteri | presbiteri | presbiteri                | diaconi | religiosi | religiosi | parrocchie |
| anno                                  | battezzati  | totale      | %           | numero     | secolari   | regolari   | battezzati per presbitero | diaconi | uomini    | donne     | parrocchie |
| ------------------------------------- | ----------- | ----------- | ----------- | ---------- | ---------- | ---------- | ------------------------- | ------- | --------- | --------- | ---------- |
| diocesi di Arezzo                     |             |             |             |            |            |            |                           |         |           |           |            |
| 1905                                  | ?           | 250 000     | ?           | 712        | 563        | 149        | ?                         | ?       | ?         | ?         | 330        |
| 1950                                  | 225 000     | 250 000     | 90,0        | 465        | 355        | 110        | 483                       |         | 150       | 410       | 336        |
| 1959                                  | 265 000     | 270 000     | 98,1        | 433        | 329        | 104        | 612                       |         | 157       | 400       | 324        |
| 1970                                  | 194 000     | 205 000     | 94,6        | 386        | 283        | 103        | 502                       |         | 118       | 527       | 327        |
| 1980                                  | 199 800     | 201 400     | 99,2        | 395        | 257        | 138        | 505                       |         | 154       | 345       | 333        |
| diocesi di Cortona                    |             |             |             |            |            |            |                           |         |           |           |            |
| 1905                                  | 30 200      | ?           | ?           | 121        | 85         | 36         | ?                         | ?       | ?         | ?         | 50         |
| 1950                                  | 32 665      | 32 684      | 99,9        | 95         | 60         | 35         | 343                       |         | 86        | 103       | 52         |
| 1970                                  | 23 075      | 23 100      | 99,9        | 68         | 54         | 14         | 339                       |         | 21        | 88        | 53         |
| 1980                                  | 24 000      | 24 200      | 99,2        | 61         | 47         | 14         | 393                       |         | 17        | 83        | 53         |
| diocesi di Sansepolcro                |             |             |             |            |            |            |                           |         |           |           |            |
| 1905                                  | ?           | 60 500      | ?           | 216        | 190        | 26         | ?                         | ?       | ?         | ?         | 135        |
| 1950                                  | 79 500      | 80 000      | 99,4        | 108        | 90         | 18         | 736                       |         | 21        | 36        | 136        |
| 1970                                  | 45 000      | 45 000      | 100,0       | 136        | 117        | 19         | 330                       |         | 23        | 114       | 136        |
| 1980                                  | 29 000      | 29 400      | 98,6        | 63         | 53         | 10         | 460                       |         | 11        | 53        | 95         |
| diocesi di Arezzo-Cortona-Sansepolcro |             |             |             |            |            |            |                           |         |           |           |            |
| 1990                                  | 265 329     | 268 350     | 98,9        | 403        | 307        | 96         | 658                       | 3       | 141       | 507       | 245        |
| 1999                                  | 259 980     | 260 000     | 100,0       | 374        | 257        | 117        | 695                       | 9       | 161       | 312       | 247        |
| 2000                                  | 259 980     | 260 000     | 100,0       | 362        | 245        | 117        | 718                       | 9       | 161       | 312       | 247        |
| 2001                                  | 259 985     | 261 626     | 99,4        | 390        | 273        | 117        | 666                       | 8       | 135       | 266       | 246        |
| 2002                                  | 259 999     | 267 099     | 97,3        | 372        | 268        | 104        | 698                       | 12      | 112       | 255       | 244        |
| 2003                                  | 257 000     | 267 000     | 96,3        | 374        | 270        | 104        | 687                       | 12      | 112       | 252       | 244        |
| 2004                                  | 285 000     | 300 000     | 95,0        | 337        | 233        | 104        | 845                       | 16      | 108       | 257       | 244        |
| 2006                                  | 290 000     | 305 000     | 95,1        | 325        | 250        | 75         | 892                       | 18      | 79        | 253       | 244        |
| 2012                                  | 335 000     | 353 700     | 94,7        | 223        | 177        | 46         | 1 502                     | 24      | 66        | 410       | 247        |
| 2015                                  | 347 000     | 365 000     | 95,1        | 267        | 172        | 95         | 1 299                     | 25      | 112       | 305       | 245        |
| 2018                                  | 348 860     | 367 000     | 95,1        | 262        | 167        | 95         | 1 331                     | 23      | 120       | 308       | 245        |
| 2020                                  | 343 845     | 361 760     | 95,0        | 254        | 165        | 89         | 1 353                     | 25      | 113       | 291       | 246        |
| 2022                                  | 342 100     | 360 300     | 94,9        | 253        | 160        | 93         | 1 352                     | 25      | 119       | 262       | 247        |
| 2023                                  | 340 700     | 358 900     | 94,9        | 245        | 159        | 86         | 1 390                     | 23      | 108       | 244       | 247        |

### Per la sede di Arezzo
- (LA) Ferdinando Ughelli, Italia sacra, vol. I, seconda edizione, Venezia, 1717,  coll. 402–436.
- Francesco Lanzoni, Le diocesi d'Italia dalle origini al principio del secolo VII (an. 604), vol. I, Faenza, 1927,  pp. 567–573.
- Giuseppe Cappelletti, Le Chiese d'Italia della loro origine sino ai nostri giorni, vol. XVIII, Venezia, 1864,  pp. 9–179.
- (LA) Paul Fridolin Kehr, Italia pontificia, vol. III, Berolini, 1908,  pp. 144–196.
- (DE) Gerhard Schwartz, Die Besetzung der Bistümer Reichsitaliens unter den sächsischen und salischen Kaisern : mit den Listen der Bischöfe, 951-1122, Lipsia-Berlino, 1913, pp. 199–203.
- (LA) Pius Bonifacius Gams, Series episcoporum Ecclesiae Catholicae, Graz, 1957,  pp. 741–742.
- (LA)  Konrad Eubel, Hierarchia Catholica Medii Aevi, vol. 1, p. 104; vol. 2, p. 94; vol. 3, p. 116; vol. 4, p. 93; vol. 5, pp. 97–98; vol. 6, pp. 98–99.
- Adolf Hofmeister, Series episcoporum Aretinorum, collana Monumenta Germaniae Historica, Scriptores, tomus XXX, pars II, Lipsia, 1934,  pp. 1438-1441.
- Ubaldo Pasqui, Frate Mansueto pseudo-vescovo aretino, in Archivio storico italiano, Firenze, 1891.
- Ubaldo Pasqui, Documenti per la storia della città di Arezzo nel Medioevo, 4 volumi, Firenze, 1899-1904.

### Per la sede di Cortona
- (EN) La diocesi di Cortona, su catholic-hierarchy.org
- (EN) La diocesi di Cortona, su gcatholic.org
- (LA) Ferdinando Ughelli, Italia sacra, vol. I, seconda edizione, Venezia, 1717,  coll. 620–632.
- Giuseppe Cappelletti, Le Chiese d'Italia della loro origine sino ai nostri giorni, vol. XVIII, Venezia, 1864,  pp. 267–297.
- (LA) Pius Bonifacius Gams, Series episcoporum Ecclesiae Catholicae, Graz, 1957,  p. 743.
- (LA)  Konrad Eubel, Hierarchia Catholica Medii Aevi, vol. 1, pp. 212–213; vol. 2, pp. VII, 138; vol. 3, p. 179; vol. 4, p. 166; vol. 5, p. 174; vol. 6, p. 184.
- (LA) Bolla Vigilis speculatoris, in Bullarum diplomatum et privilegiorum sanctorum Romanorum pontificum Taurinensis editio, vol. IV,  pp. 312–315.